# Muhyi ad-Din Mas'ud Schah
Muhyi ad-Din Mas'ud Schah (türkisch Muhiddin Mesut Şah; † 1204 in Ankara) war ein Fürst der Rum-Seldschuken.

## Leben
Muhyi ad-Din Mas'ud Schah war der zweitjüngste Sohn des Seldschukensultans Kılıç Arslan II. Dieser teilte das Reich 1186 zwischen seinen elf Söhnen auf, wobei Mas'ud Ankara zugesprochen wurde. Noch vor dem Tod des Vaters kam es zwischen den Brüdern zu heftigen Kämpfen um den Thron. 1192 starb Kılıç Arslan und Kai Chosrau I. kam an die Macht. 
Mas'ud konnte sich in seinem Teilreich als selbstständiger Fürst behaupten. Ab Juli 1195 unterstützte er den byzantinischen Thronprätendenten Pseudo-Alexios II. bei einem Feldzug in Bithynien, in dessen Verlauf die strategisch wichtigen Städte Dadybra, Krateia und Klaudiopolis der Kontrolle des Kaisers Alexios III. entrissen wurden. Im Dezember 1196 schlossen beide Seiten einen Friedensvertrag, der die Byzantiner zu Tributzahlungen verpflichtete. 
Mas'ud erlag schließlich einem Angriff seines Bruders Suleiman II., der Ankara 1204 eroberte, und wurde umgebracht.